# Paulianilus
Paulianilus is een geslacht van vlinders in de familie van de vedermotten (Pterophoridae).
De typesoort van het geslacht is Pterophorus madecasseus Bigot, 1964

## Soorten
- Paulianilus conyzae Gibeaux, 1994
- Paulianilus madecasseus (Bigot, 1964)